# Isaac McHardie
Isaac McHardie (Hamilton, 6 de julio de 1997) es un deportista neozelandés que compite en vela en la clase 49er. Participó en los Juegos Olímpicos de París 2024, obteniendo una medalla de plata en la clase 49er (junto con William McKenzie).

## Palmarés internacional
| \| Juegos Olímpicos \| Juegos Olímpicos \| Juegos Olímpicos \| Juegos Olímpicos \| \| Año \| Lugar \| Medalla \| Clase \| \| ---------------- \| ---------------- \| ---------------- \| ---------------- \| \| 2024 \| París (Francia) \| Medalla de plata \| 49er \| |                 |                  |       |
| Juegos Olímpicos |                 |                  |       |
| Año | Lugar           | Medalla          | Clase |
| 2024 | París (Francia) | Medalla de plata | 49er  |